# Roger Peix
Roger Peix, né le 31 décembre 1908 à Paris 18e et mort le 4 juillet 1989 à Coulommiers, est un coureur cycliste français, spécialiste de l'américaine.

## Biographie
Roger Peix est né à Montmartre. Il débute dans le cyclisme sous les couleurs de Vincennes Sportif en 1926. Dans le Premier Pas Dunlop 1926, il gagne une série mais il est battu en demi-finale par Maréchal, Chevalier et Chocque. En 1927, il passe au C.V Dionysien et fait partie de l'équipe qui dispute les Challenges d'Honneur et le championnat de France, à Reims. Il court et gagne des américaines avec Paul Wuyard. Toujours au C.V.D en 1928, il gagne cinq interclubs et totalise 21 victoires, tant sur piste que sur route, dont celle remportée dans le Critérium des Comingmen à Monthléry. Classé indépendant, il termine deuxième avec Wuyard des 24 Heures de Saint-Etienne, où Marcot-Georges Vandenhove font premiers,. En 1928, il court et gagne également des américaines avec Perrot, Pierre Hirschinger mais surtout avec Paul Wuyard,,.
Il passe professionnel et le 1er janvier 1929, il participe au Grand Prix du Jour de l'An, une américaine de 2 heures, où il se classe sixième avec Wuyard. Avec René Hournon, il triomphe des champions belges à Bruxelles,. Il termine second du critérium du Meilleur Grimpeur, où il est battu par Foucaux. 
En 1930, Il court et finit 3e des six jours de Saint-Etienne avec Wuyard. Il triomphe dans une américaine sur 100 km disputée au Sportpalast de Berlin avec Faudet. Associé à Lemoine aux Six Jours de Berlin, il est victime d'une chute et se démet l'épaule,. En décembre, avec Renaud, il anime le prix Hourlier-Comès.
En 1931, il court les six jours de Breslau avec Faudet et les six jours de Stuttgart avec Dayen,. Il termine second du Prix Hourlier-Comès avec André Raynaud.
En 1932, Il gagne le Prix Egg-Berthet avec Octave Dayen, et prend le départ des Six Jours de Paris avec lui mais abandonne à la suite d'une chute,. Fin 1932, il s'entraine au camp des Loges,  le camp d’entraînement du VCL avec les routiers amateurs. Il s'essaye au demi-fond mieux rétribué. Il court les six jours d'Amsterdam avec Marcel Guimbretière qui abandonne, obligeant Peix à se retirer.
En 1933, il participe aux Six Jours de Paris avec André Mouton mais abandonne et en 1934 associé avec Émile Diot, il abandonne également souffrant du poignée depuis une chute,.
Début 1935, il se consacre au demi-fond entrainé par Joseph Paillard et participe aux éliminatoires du championnat de France de demi-fond puis arrête le demi-fond, et reprend le américaines notamment avec Fernand Wambst. En 1936, il reprend le demi-fond entrainé par Léon Vanderstuyft. Il participe aux éliminatoires du championnat de France. Il finit deuxieme du Prix Constant Huret au Parc des Princes derrière Georges Ronsse.
En 1940, il court des américaines avec Guy Lapébie.

## Palmarès sur piste

### Six jours
- 1930
  - 3e des Six Jours de Saint-Étienne (avec Paul Wuyard)

### Autres courses
- Américaine des As, Vincennes : 1927 avec Paul Wuyard[42]
- Américaine des As, Bruxelles : 1928
- Prix Henri Beconnais à Bordeaux avec Marcel Renaud : 1931[43]
- Prix Egg-Berthet : 1932 avec Octave Dayen
- 2e du Prix du Salon : 1932 avec Octave Dayen
- 2e du Prix Hourlier-Comès : 1931 avec André Raynaud
- 2e du Prix Constant Huret (demi-fond) : 1936

## Palmarès sur route
- 1928
  - Prix d'ouverture 3e et 4e catégorie sur 50 km[44]
  - Critérium des Comingmen
  - Challenge Fernand Larue
- 1929
  - 2e du critérium du Meilleur Grimpeur